# Concatedral de la Inmaculada Concepción (Basseterre)
La Concatedral de la Inmaculada Concepción (en inglés: Basseterre Co-Cathedral of Immaculate Conception) es una catedral en la ciudad de Basseterre, la capital de la nación caribeña de San Cristóbal y Nieves (St. Kitts y Nevis).
En las primeras etapas de la ocupación francesa de Basseterre, una iglesia católica fue erigida en la ciudad por los jesuitas y dedicada a la Virgen María (o Nuestra señora). Notre Dame fue quemada en 1706 durante la guerra anglo-francesa por los soldados ingleses que estaban allí acantonados. La iglesia fue reconstruida por 1710 y dedicada a San Jorge (St. George). Desde la década de 1720, se convirtió en un lugar de culto para los anglicanos.
Después de la toma de posesión de la isla por los ingleses en 1713, a los católicos se les prohibió por ley practicar su religión en público. También sufrieron ciertas discapacidades civiles y militares. Por ejemplo, los católicos estaban obligados a prestar y suscribir ciertos juramentos y declaraciones, como la declaración contra la transubstanciación, antes de ir a una oficina civil o militar o para sentarse y votar en la legislatura de la isla. Una ley aprobada en 1829, finalmente, eliminó todas las restricciones religiosas. Como consecuencia, se produjo un renacimiento del catolicismo en el lugar.
La afluencia constante de inmigrantes portugueses de la isla de Madeira desde 1835 en adelante fortaleció el crecimiento de la comunidad católica.
Una iglesia fue construida en o alrededor de 1856; se llamaba la Iglesia de la Inmaculada Concepción. En 1927, fue demolida y reemplazada por un edificio moderno en el mismo sitio en la calle de East Square. El Padre Claeys que era un arquitecto de renombre diseñó la iglesia. Fue inaugurada el 6 de diciembre de 1928. En la concatedral de la diócesis de Saint John-Basseterre.